# L'uomo che bruciò il suo cadavere
Pour plus de détails, voir Fiche technique et Distribution.
L'uomo che bruciò il suo cadavere est un giallo italien réalisé par Gianni Vernuccio et sorti en 1964.

## Fiche technique
- Titre original : L'uomo che bruciò il suo cadavere[1]
- Réalisation : Gianni Vernuccio
- Scénario : Enzo Ferrari, Antonio Moretti (it), Gianni Vernuccio
- Photographie : Remo Grisanti
- Montage : Claudio Cosmai, Gianni Vernuccio
- Musique : Armando Sciascia (it)
- Décors : Enrico Tovaglieri (it)
- Sociétés de production : I.C.E.T. Produzione Film, Vernuccio Produzioni
- Pays de production :  Italie
- Langue originale : italien
- Format : Noir et blanc
- Genre : Giallo
- Durée : 93 minutes
- Date de sortie : 
  - Italie : 19 mai 1964

## Distribution
- Franca Marzi :
- Annabella Incontrera :
- Sandro Pizzochero :
- Maria Monti :
- Franco Cerri :